# Stolling

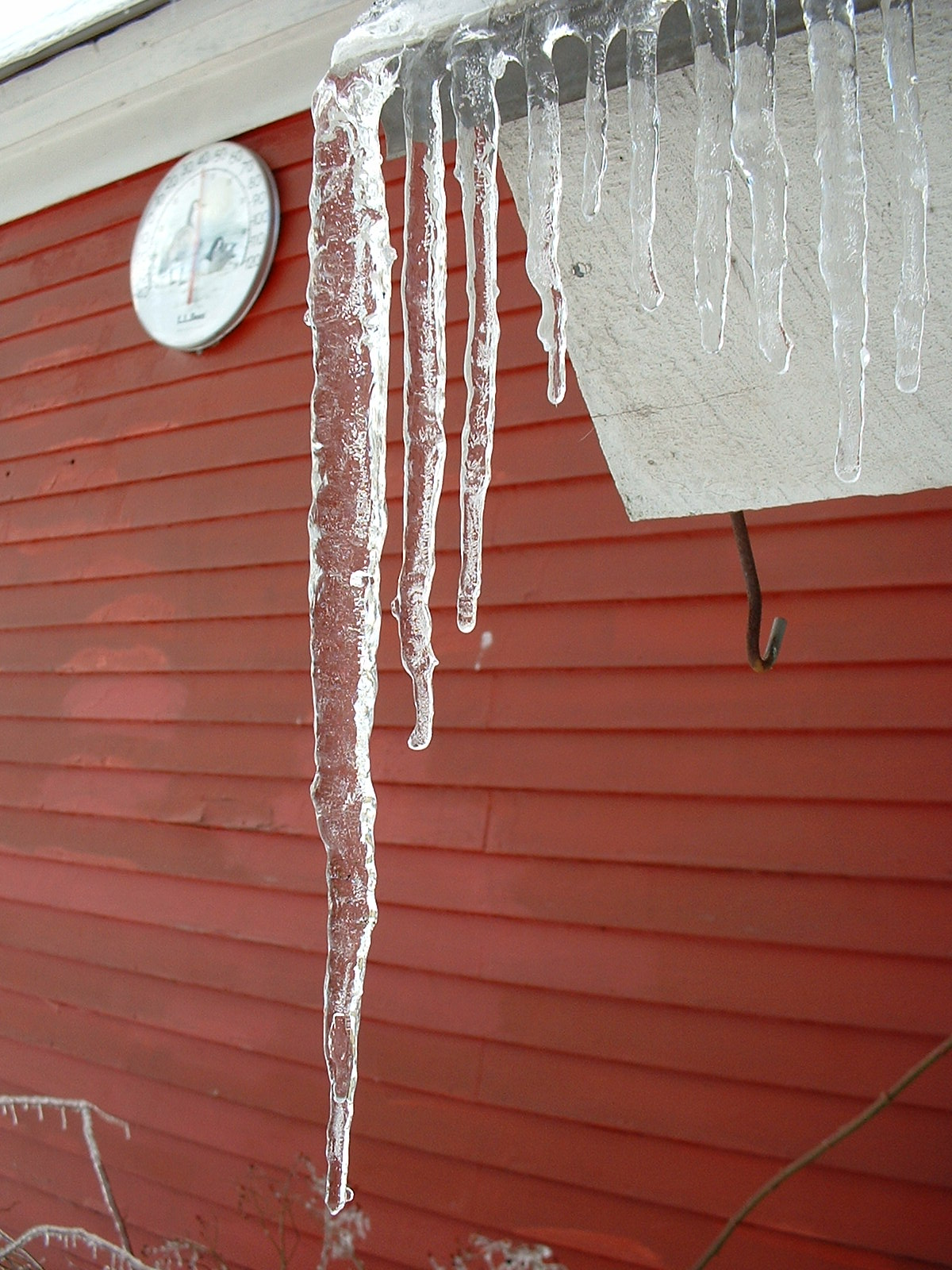
IJspegels. IJs is gestold water

Stollen of stolling is het natuurkundig proces waarbij materie de vloeibare aggregatietoestand verruilt voor de vaste aggregatietoestand.

## Nadere bepaling
Stollen is een exotherm proces: bij deze overgang komt warmte vrij. Om een stof kunstmatig te stollen is koeling nodig, zodat de stof zijn warmte kwijt kan.
Net als bij smelten, het omgekeerde van stollen, geldt dat bij een zuivere stof het stollen plaatsvindt bij een vaste temperatuur. Deze vaste temperatuur noemt men het stolpunt, dat bij zuivere stoffen gelijk is aan het smeltpunt. Mengsels kennen meestal geen stolpunt en stollen bij een langzaam afnemende temperatuur. Dit wordt een stoltraject genoemd, het omgekeerde van een smelttraject, dat bij opwarmende mengsels optreedt.

## Bevriezen
Het bekendste stolproces is dat van vloeibaar water tot ijs: bevriezing. Zuiver water heeft een stolpunt van exact 0°C. Bij het bevriezen vermindert de dichtheid van water: water zet uit bij bevriezing. De meeste andere stoffen hebben in vaste vorm juist een hogere dichtheid dan in vloeibare vorm: bij stolling krimpen ze in.

## Op moleculair niveau
Bij het stollen van een stof wordt er warmte afgegeven en raakt de stof dus energie kwijt. Deze energie komt van de moleculen en deze gaan daardoor dan ook minder snel bewegen: de cohesie neemt toe. Een molecuul in een vloeistof kan nog redelijk los bewegen, in een vaste stof kunnen moleculen alleen nog om hun vaste positie in een rooster trillen.

## Bloedstolling
Bloedstolling is een proces waarbij meerdere stollingsfactoren zorgen voor het in vaste toestand overgaan van bloed. Dit is dus geen stolling in natuurkundige maar in (bio)chemische zin.